# Mira, Likija
Mira (starogrško starogrško Μύρα, Míra) je bilo antično grško mesto v Likiji na mestu sedanjega mesta Demre v turški provinci Antalya. Mira je stala ob reki Miros (Demre Çay) na rodovitni naplavni ravnini med pogorjema Alacadag, Akdag in Egejskim morjem. 

## Zgodovina
Nekateri zgodovinarji istovetijo Miro z mestom Mira v Arzavi, vendar za povezavo med njima ni nobenega dokaza. Do vstopa v Likijsko zvezo (168 pr. n. št.-43 n. št.) ni Mira omenjena v nobenem zapisu. Po Strabonu  (14:665) je bila eno od šestih največjih mest v zvezi.
Grški meščani so častili Artemido Eleuterijo, zaščitnico mesta. Razen nje so častili tudi Zevsa, Ateno in Tihe.
Ruševine likijskega in rimskega mesta so cečinoma prekrile naplavine mulja. Akropola na ravnici Demre, rimsko gledališče in rimsko kopališče (eski hamam) so delno odkopani. Polkrožno gledališče je bilo porušeno med potresom leta 141, vendar je bilo zatem obnovljeno. 
V Miri sta rečna in morska nekropola likijskih v steno vklesanih grobnic s prednjo steno v obliki svetišča. Morska nekropola je malo severozahodno od gledališča. Najbolj znana grobnica v rečni nekropoli stoji 1,5 km navzgor ob reki Demre Çay. Imenuje se Levja ali Poslikana grobnica. Ob odkritju leta 1840 je bila še vedno pisano poslikana v rdeči, rumeni in modri barvi. 
Andriake je bilo v klasičnem obdobju mirsko pristanišče. Kasneje so ga zasule naplavine mulja. Glavna še ohranjena pristaniška zgradba je žitnica (horrea), zgrajena med vladavino cesarja Hadrijana  (vladal 117-138 n. št.). Ob njej je velik kup lupin morskih polžev (Murex), kar dokazuje, da so se v mestu ukvarjali s proizvodnjo škrlatnega barvila.
Izkopavanja v pristanišču potekajo od leta 2009. Žitnica je bila preurejena v Muzej likijske civilizacije. Žitnica je dolga 56 m in široka 32 m in ima sedem prostorov. V muzeju so razstavljene najdbe iz obdobja Likijske zveze. Restavrirano je tudi pristanišče Bazar, agora, sinagoga in šest metrov globok, 24 m dolga in 12 m širok zbiralnik za vodo. Pred muzejem so 16 m dolga ladja iz rimskega obdobja, žerjav in voziček za prevoz tovora.

## Nova zaveza
Avtor Apostolskih del, verjetno evangelist Luka in apostol avel sta kot ujetnika priplula v Miro z ladjo za priobalni promet in od tam v spremstvu centuriona, odgovornega za Pavlov prevoz, z večjo ladjo odplula v Rim.

## Škofija
Acta Pauli verjetno dokazujejo obstoj krščanske skupnosti v 2. stoletju. Lequienov seznam škofov se začenja s sv. Nikandrom, mučenim pod Domicijanom leta 95, katerega je po grškem Menologionu v škofa posvetil sv. Tit. 
Likija se je leta 325 odcepila od Pamfilije in postala samostojna rimska provinca s prestolnico v Miri. V tistem času je bil mirski škof sv. Nikolaj. Index Teodorja Lektorja iz 6. stoletja je prvi dokument, ki Nikolaja uvršča med cerkvene očete na prvem nicejskem koncilu leta 325. V razpoložljivih dokumentih je omenjenih tudi več drugih mirskih škofov, vključno s Petrusom, avtorjem teoloških del, pisanih v obrambo nicejskega koncila, ki ga omenjata sv. Sofronij Jeruzalemski in Fotij (Bibliotheca, Codex 23). 
Na drugem nicejskem koncilu leta 787 sta bila škofa Teodor in Nikolaj. Prvi od njiju je preklical svoja prejšnja ikonoklastična stališča, drugi pa je bil katoliški škof, ki so ikonoklasti izgnali. Psevdo-Epifanijeva Notitia Episcopatuum, sestavljena okoli leta 640 pod bizantinskim cesarjem Heraklijem omenja, da je imela Mira v tistem času 36 sufraganskih sedežev. Notitia iz zgodnjega 10. stoletja jih omenja samo 33.
Katoliška cerkev uvršča Miro na seznam naslovnih škofij, melkitska katoliška cerkev pa jo ima za sedež škofije. Latinski škofje se že dolgo ne imenujejo, melkitski pa se.

## Obleganje leta 809
Miro je leta 809 oblegala in osvojila abasidska vojska kalifa Haruna Al Rašida. Na začetku vladavine Alekseja I. Komnena (vladal 1081-1118) so Miro ponovno osvojili muslimani, tokrat turški Seldžuki. V zmedi, ki je sledila, so mornarji iz Barija kljub ugovorom menihov zasegli relikvije sv. Nikolaja in jih odpeljali v Bari, kamor so prispeli 9. maja 1087. Njegove relikvije so takoj po prihodu vzbudile pozornost vernikov, ki se je kasneje pretvorila v romanje sv. Nikolaja.

## Cerkev sv. Nikolaja
Najstarejša cerkev sv. Nikolaja v Miri je bila zgrajena v 6. stoletju. Sedanja cerkev je bila zgrajena večinoma v 8. stoletju in kasneje. V drugi polovici 11. stoletja je bil k cerkvi prizidan samostan.  
Leta 1863 je ruski car Aleksander II. naročil obnovo cerkve, ki ni bila nikoli dokončana. Leta 1963 sta bili odkopani vzhodna in južna stran cerkve, leta 1968 pa je confessio (grob) sv. Nikolaja dobil novo streho. 
Tla cerkve so mozaik iz raznobarvnega marmorja (opus sectile), na stenah pa je vidnih nekaj ostankov fresk. Za pokop sv. Nikolaja se je uporabil antični grški marmorni sarkofag. Njegove kosti so leta 1087 ukradli trgovci iz Barija in so zdaj shranjene v stolnici v Bariju.
Cerkev v Miri se restavrira. Leta 2007 je turško Ministrstvo za kulturo dalo dovoljenje za Božansko bogoslužje, prvo po nekaj stoletjih premora. 6. decembra 2011 ga je opravil naslovni mirski metropolit Hrizostom.
Cerkev je na poskusnem seznamu Unesca, da postane svetovna dediščina.

## Arheologija
Arheologi so starodavno mesto prvič odkrili leta 2009 s pomočjo georadarjev, ki so razkrili nepravilnosti, katerih oblika in velikost sta predvideli stene in zgradbe. V naslednjih dveh letih so izkopali majhno, osupljivo kapelo iz 13. stoletja, zaprto v neobičajno ohranjenem stanju. Iz ene stene je izrezljan križ, ki ob soncu vrže svojo obliko na oltar.